# Auguste Gougeard
Pour les articles homonymes, voir Gougeard.
Auguste Gougeard, né le 15 novembre 1827 à Lorient, mort à Paris le 8 mars 1886, est un conseiller d'État, officier supérieur de la marine puis officier général de l'armée en 1870-1871, et homme politique français, ministre de la Marine.

## Biographie

### Carrière militaire
Auguste Gougeard entre à l'École navale en 1842.
Comme presque tous les officiers de marine sous le Second Empire, il participe à de nombreuses opérations de guerre : en Afrique, en Crimée (où il est blessé deux fois), en Chine (intervention franco-anglaise de 1860) et en Cochinchine.
Pendant la guerre franco-allemande de 1870, qui est une guerre essentiellement terrestre, la Marine et les marins viennent renforcer les armées de terre. Les officiers de marine ont combattu pendant les expéditions coloniales du Second Empire et ont montré leur compétence dans les opérations de projection de force. Après les défaites de Sedan et de Metz, la Marine est la colonne vertébrale des nouvelles armées de la Loire et du Nord qui sont équipées et mises en ligne. Environ 560 officiers de vaisseau sont nommés à des postes clés. Les bataillons de fusiliers marins et de canonniers représentent un apport de 28.000 hommes bien formés et bien entraînés.
Dans ce contexte, Auguste Gougeard, qui a alors le grade de capitaine de frégate dans la Marine, intègre l'armée de terre. Il est nommé général de division, commandant la division de Bretagne, au sein de l'Armée de la Loire placée sous le commandement du général Chanzy. Il commande au sein du 21e corps d'armée, commandé par le général Benjamin Jaurès (capitaine de vaisseau dans la Marine en 1870). 
Le 11 janvier 1871, à Yvré-l'Évêque dans la Sarthe, sous la neige et par un froid glacial de -12°, le général Gougeard à la tête de ses hommes reprend le plateau d’Auvours à l’ennemi, au prix de lourdes pertes, avant de décrocher le lendemain conformément aux ordres du général Chanzy.
Comme l'écrit son chef d'état-major, le colonel Gustave Besnard, qui combat à ses côtés lors de la reprise du plateau d'Auvours, le général Gougeard est "un brave, un patriote éprouvé, qui n'a pas désespéré quand tout le monde abandonnait la partie, qui a contribué à sauver l'honneur quand tout était perdu".
Après la guerre franco-allemande de 1870-1871, Auguste Gougeard réintègre la Marine. 

### Carrière politique
En 1879, Auguste Gougeard est nommé conseiller d'État.
Ami de Léon Gambetta, il est ministre de la Marine du 14 novembre 1881 au 29 janvier 1882 dans son éphémère gouvernement. 
Gougeard meurt à son domicile dans le 16e arrondissement de Paris le 8 mars 1886. Après son décès, il est inhumé, comme il l'avait souhaité, sous le monument d'Auvours situé au sommet du plateau d’Auvours, où reposent déjà une centaine de combattants français et allemands. 

## Distinctions
- Commandeur de la Légion d'honneur (2 mai 1871)[9]

## Publications
La Marine de guerre, ses institutions militaires depuis son origine jusqu'à nos jours 1877; Paris, ed. G. Decaux, 432 p. (visualisable dans Gallica]
La marine de guerre, son passé et son avenir, cuirassés et torpilleurs, 1884, Paris, Berger-Levrault, 108 p. (visualisable dans Gallica]
Les arsenaux de la marine, 1882, Paris, Berger-Levrault, 2 vol.